# مون‌سارو
مون سارو (به انگلیسی: Moonsorrow) یک گروه پاگان متال فنلاندی از شهر هلسینکی است، که در سال ۱۹۹۵ با نام مون سارو آغاز به کار کرد.
این بند در در سبک موسیقی خود عناصری از فولک متال و بلک متال را باهم درآمیخته است و علی‌رغم عقیده نادرست مردم اعضای بند در سعی اند که سبک موسیقی خودشان را از وایکینگ متال متمایز سازند.

اعضای بند هم عمدتن دارای عقاید پاگانیسمی می‌باشند و به همین دلیل ترانه‌های بند حول محور اساطیر فنلاندی و عقاید پاگانسیمی می‌باشد که باعث شده به جای ترانه‌های مفرح آهنگ‌های این بند برای طرفدارانش نسبتن تاریک و چالش‌برانگیز باشند.